# 佩纳图尔
佩纳图尔（Pennathur），是印度泰米尔纳德邦Vellore县的一个城镇。总人口8014（2001年）。

## 人口
该地2001年总人口8014人，其中男性3922人，女性4092人；0—6岁人口834人，其中男443人，女391人；识字率67.82%，其中男性为76.31%，女性为59.68%。